# Myotis levis
Myotis levis — вид рукокрилих роду Нічниця (Myotis).

## Поширення, поведінка
Проживання: Аргентина, Південно-Східна Бразилія, Уругвай. Зустрічається в різних типах сідал. Комахоїдний.